# Krigsåret 1928

## Pågående krig
- Andra italiensk-sanusiska kriget 1923-1931

## Händelser

### Maj
- Maj - Zhang Zuolins trupper tvingas retirera från Nordkina efter att ha besegrats av Chiang Kai-sheks trupper.

## Födda
- 28 oktober – Ion Mihai Pacepa, rumänsk general.

## Avlidna
- 29 januari - Douglas Haig, 66, brittisk fältmarskalk i första världskriget.